# Nadja Franck

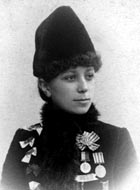
Nadja Franck.

Nadeschda (Nadja) Franck (från 1888 Franck, från 1899 Sandqvist) född Antipin 14 april 1867 i Helsingfors, död där 7 januari 1932, var en finländsk konståkare. Hon var Finlands första internationella konståkare av sitt kön. 